# ジンスハイム
ジンスハイム (ドイツ語: Sinsheim, ドイツ語発音: [ˈzɪnsha‿im] ( 音声ファイル)) は、ドイツ連邦共和国バーデン＝ヴュルテンベルク州北西部、ハイデルベルクの南東22km、ハイルブロンの北西28kmに位置する都市である。この都市は、ヴァインハイムに次いでライン＝ネッカー郡第二の都市であり、周辺市町村の中級中心都市となっている。1973年1月1日以降は、大規模郡都市に指定されている。この都市は、アンゲルバッハタール、ツーツェンハウゼンとともに行政共同体を形成している。
ジンスハイムは、特に、ジンスハイム自動車・技術博物館やジンスハイム・メッセで知られている。1973年の郡の再編まで、ジンスハイムは同名の郡の郡庁所在地であった。

## 地理
ジンスハイムは、ハイデルベルクとハイルブロンの中間、クライヒガウの中心部に位置し、オーデンヴァルトの南端と境を接する。市内を、ネッカー川左岸の支流であるエルゼンツ川が流れている。この川は船舶の航行ができない小さな川で、ネッカーゲミュントでネッカー川に合流する。

### 隣接する市町村
以下の市町村がジンスハイムと境を接する。東から時計回りに列記する。バート・ラッペナウ、キルヒャルト、イットリンゲン、エッピンゲン（以上、ハイルブロン郡）、エストリンゲン（カールスルーエ郡）、アンゲルバッハタール、ミュールハウゼン、ディールハイム、ツーツェンハウゼン、ヴァイプシュタット、ネッカービショフスハイム（以上、ライン＝ネッカー郡）

### 市の構成
ジンスハイム市は、中核市区の他、1971年から1973年に合併した市区、アーデルスバッハ区、デューレン区、エールシュテット区、エッシェルバッハ区、ハッセルバッハ区、ヒルスバッハ区、ホッフェンハイム区、ライヘン区、ロールバッハ区、シュタインスフルト区、ヴァルトアンゲルロッホ区、ヴァイラー区からなる。
それぞれの市区には市区住民の選挙によって選出される市区議会が設けられている。市区議会の議長が区長となる。市区議会では、当該市区に関わる懸案事項が審議される。また、各市区議会はさらに、市区に対する市議会の重要決定事項を遂行する役割も担っている。区長は定期的に公聴会も行っている。
市区の他、独自の名称が付けられた住宅地や小集落があるが、そのほとんどは小さな人口しか持たない。ラウホーフ、オイレンホール、アイヒミューレ、ユングホーフ、ノイフェルトジートルング、ビルケナウアーホーフ、ブーヒェナウアーホーフ、インメルホイザー・ホーフ、ハンメラウ、シュロス・ノイハウスなどである。

### 地域計画
ジンスハイムは、ハイデルベルク上級中心の下位に位置する中級中心都市である。ジンスハイムを中級中心都市とする地域に属する市町村は、いずれもライン＝ネッカー郡に属すアンゲルバッハタール、エプフェンバッハ、エッシェルブロン、ヘルムシュタット＝バーゲン、ロプバッハ、マウアー、メッケスハイム、ネッカービショフスハイム、ナイデンシュタイン、ライヒャルツハウゼン、シュペヒバッハ、ヴァイプシュタット、ツーツェンハウゼンである。

## 歴史

### 古代
ジンスハイムの成立史上、最もスペクタクルで、最も古い出土品は60万年前にまで遡る。ジンスハイムとハイデルベルクの間にあるマウアー郊外の採石場でホモ・ハイデルベルゲンシスの下顎が発見された。これは、それまでにヨーロッパで発見されたホモ・サピエンスの祖先のうち最古の骨であった。
現在のジンスハイムの市域で最も古い入植の痕跡は、新石器時代から青銅器時代のものである。ジンスハイムおよびその周辺では、紀元前3世紀から紀元前2世紀の、あわせて26の陵墓が発見されており、石器時代の骨壺からは石斧、石槍の穂先、その他多くの副葬品が発見されている。
デューレン区には紀元前400年頃のケルト時代の環状壁があり、その傍らからは多くのケルト時代の出土品が発見されている。中には、多くの副葬品が埋葬され「侯爵夫人の墓」のニックネームで呼ばれるものもある。

### ローマ時代

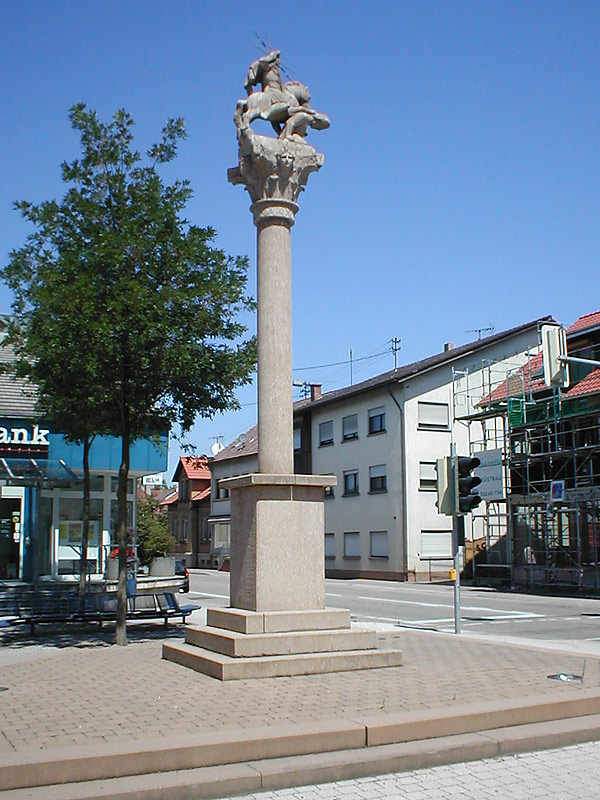
シュタインスフルトのジュピター柱の複製

西暦70年頃のバタヴィ族蜂起の鎮圧をきっかけに、ローマ人はライン川の東岸数kmにまで支配地域を拡大した。おそらくジンスハイム周辺地域は、この時点でローマ帝国の支配下に入ったと考えられる。遅くとも98年までにはトラヤヌス帝によってローマ帝国の国境はオーデンヴァルトおよびネッカー川まで前進し（リーメス参照）、この地域はローマ帝国の一部となった。現在のジンスハイムは、Agri decumatesと呼ばれるこの新しい領土の真ん中にあたる。ジンスハイムから出土したローマの四神像には、この入植地についてSaliobrigaの名称がある。ジンスハイム市内に遺る農場建築の基礎構造や、シュタインスフルト区から出土した南ドイツで発掘されたものとしては最大のジュピター柱もローマ時代の証人である。
ネッカーリーメスが陥落し、ローマ人が退却した259年から260年にゲルマン民族（アラマン族）が現在のジンスハイム地域に侵入した。3世紀頃のアラマン族の入植地跡が遺されている。500年頃ここにフランク族が侵攻し、550年頃にはすでに、現在の中核市区にあたる場所に最初の入植地を築いた。
ジンスハイムの入植はエルゼンツ川沿いになされた。マクデブルクからライプツィヒを経由してヴュルツブルク、さらにはバーゼルに至る広域街道が造られたが、この街道はハイルブロンからシュタインスフルトを経由してジンスハイムへと延びていた。

### 770年、最初の記録
ジンスハイムは、770年のロルシュ文書に初めて記録されている。この文書は、ある人物が「Sunnisheim」の1フーフェの土地をロルシュ修道院に譲渡したというものである。大規模なフランク族の墓がこの時代を物語っている。この村はエルゼンツガウの中心地として古くから重きをなした。おそらくガウの伯の拠点があったと推測されている。908年頃にコンラート・フォン・ヘッセンによってジンスハイムに城が築かれ、村は防壁で囲まれた。

### 1000年頃、修道院創設
ガウの伯オットー・フォン・ケルンテン（948年頃 - 1004年）はシュティフツベルクに修道院と教会を創設した。教会は最初ヴォルムス司教区に属した。オットーの没後、1024年にラインフランケンの領主ザリエリ家の統治に移り、クライヒガウとその周辺の領地はツァイゾルフ＝ヴォルフラム家のヴォルフラム伯にレーエンとして与えられた。ガウの伯ツァイゾルフは神聖ローマ皇帝ハインリヒ4世によって1064年に市場開催権を、1067年に貨幣鋳造権を与えられた。ツァイゾルフの弟でシュパイアー司教となったヨハネスはヴォルムスからジンスハイムのアウグスティノ会修道院を獲得し、1100年にハインリヒ4世臨席の下ベネディクト会修道院に改めた。この結果、修道院はそれまでよりも大きな所領を有することとなり、その中には現在のシュタインスフルト区が含まれていた。修道院は市場町として重きをなしたが、その後1108年にハインリヒ5世によって様々な権利を与えられ、さらに重要度を増していった。
1192年にハインリヒ6世がこの町に都市権を与えた。文献上初めて「civitas」（都市）の記述が現れるのは1234年からである。現存する最も古いこの都市の印章は1300年のものである。当時のこの都市の名前は、「Sunnensheim」であった。
12世紀、13世紀と過ぎるうち、領主家はクライヒガウとエルゼンツタールの伯になった。この後、ジンスハイムは何度も質入れされ、たびたび領主が入れ替わった。近隣の村との間で領土上の連携ができあがっていった。 バーデン辺境伯、ゲンミンゲン家、ヒルシュホルン家がこれを治めた。

### 1329年、プファルツ選帝侯領に
1329年からジンスハイムはプファルツ選帝侯領となり、1362年以後は、そのオーバーアムト・モスバッハに組み込まれた。1410年にこの都市は、傍流のプファルツ＝モスバッハ公オットー1世の所領となった。彼は1440年からは近隣の村に対しても統治権を要求し、1472年にこれを獲得した。1499年にモスバッハ系が断絶した後、ジンスハイムは本家の選帝侯フィリップの所領に戻された。周辺の村は、多くがクライヒガウ騎士カントンに所属する貴族家の統治下に入った。
1496年、ジンスハイムのベネディクト会修道院は、修道院長ミヒャエル・フォン・アンゲルロッホによって世俗の騎士修道院に転向した。1525年のドイツ農民戦争では、約120人の蜂起した農民がジンスハイムに押し寄せ、市門を開門させた後、エッピンゲンの元主任司祭アントン・アイゼンフートの指揮下、騎士修道院に突撃してこれを奪取した。農民たちの怒りの矛先は、修道院で暮らしていたエルゼンタールガウやクライヒガウの領主の息子たちに向けられた。後にはおびただしい破壊の跡が残された。この事件の後、クライヒガウの多くの貴族たちはルターの神学を支持した。ジンスハイムの騎士修道院は、1528年から1533年まで修復が行われた。
1557年、選帝侯オットー・ハインリヒはアウクスブルク信仰告白を公然と支持し、その後継者であるフリードリヒ3世はプファルツ選帝侯領全域で宗教改革を実践した。1565年、フリードリヒ3世は騎士修道院の内陣を開き、カトリックの備品を焼却した。その後、修道院執行部が宗教改革の受け容れを拒んだため、フリードリヒ3世は7月5日に修道院を廃止した。
1618年から1648年の三十年戦争の間に略奪軍に何度も襲われ、住民は貧困と困窮に支配された。周辺地域では、多くの犠牲者が出た戦いが行われた、1622年のミンゴルスハイムの戦いとヴィンプフェンの戦いである。皇帝側の将帥ティリー伯はジンスハイムを荒廃させていった。ティリー伯の後にはスウェーデン軍が、次いでクロアチア騎士軍、さらにはフランス軍と続いた。現在のライヘン区では、三十年戦争開始時の300人から、終了時には14人まで人口が減った。ジンスハイムでも被害の程度は同じようなものであった。ジンスハイム修道院を改めて創設しようという最後の試みも戦争の混乱の中で失敗に終わった。
1648年のヴェストファーレン条約以後もすっかり荒廃し、大部分の人がいなくなった都市に平和は訪れなかった。これに続くフランスとの戦争で、近隣のフィリップスブルクの要塞がフランスからの入り口にあたり、多くの軍勢の攻防の焦点となったため、ジンスハイムを通りこの要塞に至る街道が行軍にしばしば利用されたからである。1674年にはオランダ侵略戦争で2万人の兵士が戦ったジンスハイムの戦いが起こり、フランスの将軍テュレンヌ子爵がドイツの皇帝軍を手ひどく撃破し、この街を略奪した。1689年にはMélac将軍が率いたルイ14世の軍勢によってこの街は完全に焼き払われた。

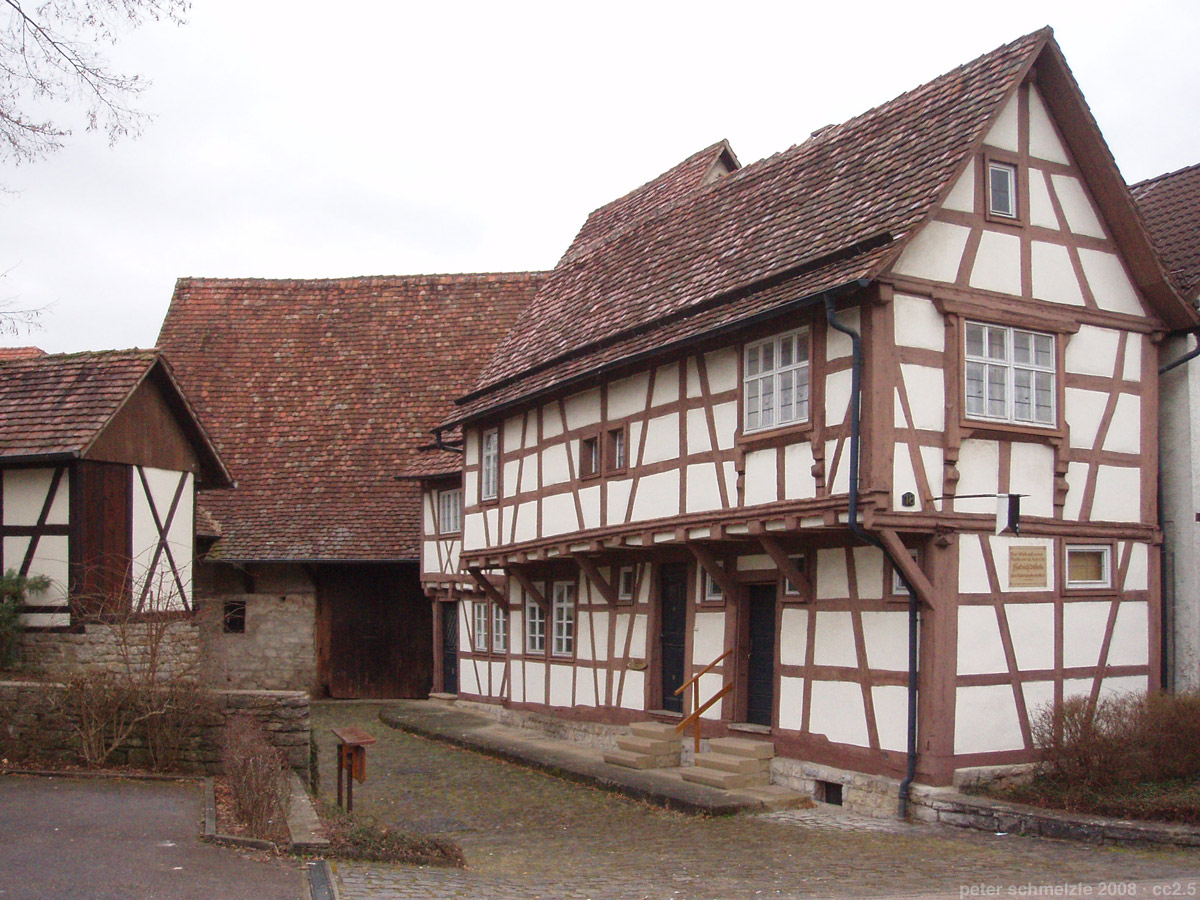
プロイセン皇太子フリードリヒが逃亡を企てた「レルヒェンネスト」

1730年8月にプロイセンの王太子フリードリヒ（後のフリードリヒ2世）は、シュタインスフルトの小さな農家「レルヒェンネスト」で、父フリードリヒ・ヴィルヘルム1世やプロイセン宮廷からの逃亡を企てた。この逃亡は直ちに露見し、王太子はキュストリン要塞に拘留されてしまった。
18世紀中頃からジンスハイムは復興に向かい、緩やかに成長をしていった。ゲーテは1797年に『詩と事実』の中でこの都市を「明るい田舎町」と書いている。

### 19世紀、バーデンの地方行政都市
1803年にプファルツ選帝侯領が解消された後、ジンスハイムはわずかな期間であるが新しく設けられたライニンゲン侯領に属した。その後、1806年に新たに創設されたバーデン大公領に地方行政都市として編入された。ヴェツィルクスアムトの行政府は初め1712年建造の新しい市役所内で執務したが、1840年までには大公のベツィルクスアムト庁舎が設けられた。
1819年にカール・ヴィルヘルミがジンスハイムの牧師となった。1821年の改革派教会とルター派教会の合併、バーデン地方教会の創設は、これがきっかけとなった。1830年には、原始時代の埋蔵文化財を調査研究するための「Gesellschaft zur Erforschung der vaterländischen Denkmale der Vorzeit」（故郷の原始時代の文化財を研究するサークル）が結成された。
1840年9月のドイツ第8軍の演習では、9月14日から16日の司令部はジンスハイムに置かれた。この機会に多くの貴顕がジンスハイムに滞在した。その中には、バーデン大公レオポルト、ヴュルテンベルク王と皇太子、ヘッセン大公とその公子、プロイセンの王子ヴィルヘルム1世（後のドイツ皇帝）、さらにはロシア、オーストリア、デンマーク、オランダ、スイスおよび旧ドイツ領邦国家の軍高官らが含まれる。
1848年のバーデン革命の際には、ジンスハイムでも民主主義者の市民や手工業者らが蜂起した。革命指導者のカール・バウアー、エドゥアルト・シュパイザー、ミュラー・ラウは1848年4月からジンスハイムの市庁舎を占拠し、民主的な共和国の樹立を宣言した。革命指導者フリードリヒ・ヘッカーをサポートするために、250人の武装した志願部隊とともにハイデルベルクに向かった。
ヘッカー蜂起の鎮圧は、貧困を原因に始まった合衆国やその他の民主主義者を受け容れていた国への移民の波を強めることになった。合衆国では、多くのバーデン出身者がフォーティエイターズ(en:Forty-Eighters)と呼ばれ、北軍として戦っていた。ジンスハイム出身のフランツ・シーゲルは南北戦争で将軍の階級にまで上った。これとは逆向きに、1870年代には、フィロキセラをはじめとするブドウの害虫がアメリカから侵入し、16世紀から続いたジンスハイムおよびその周辺地域のブドウ栽培は数年のうちに壊滅した。多くのブドウ畑は、他の作物の畑や牧草地になった。
1863年にベツィルクスアムト・ジンスハイムは、廃止されたベツィルクスアムト・ネッカービショフスハイムの領域を容れ拡大した。1868年から1869年にはジンスハイムを経由する鉄道路線 メッケスハイム – ヤクストフェルト線が建設された。鉄道建設は経済的な向上をもたらした。バラスト軌道建設に必要となるため、採石場で多くの雇用が生まれたのである。1900年には、エウゼンツタール鉄道とクライヒガウ鉄道を縦断的に結ぶシュタインスフルト – エッピンゲン線が開通した。

### 20世紀

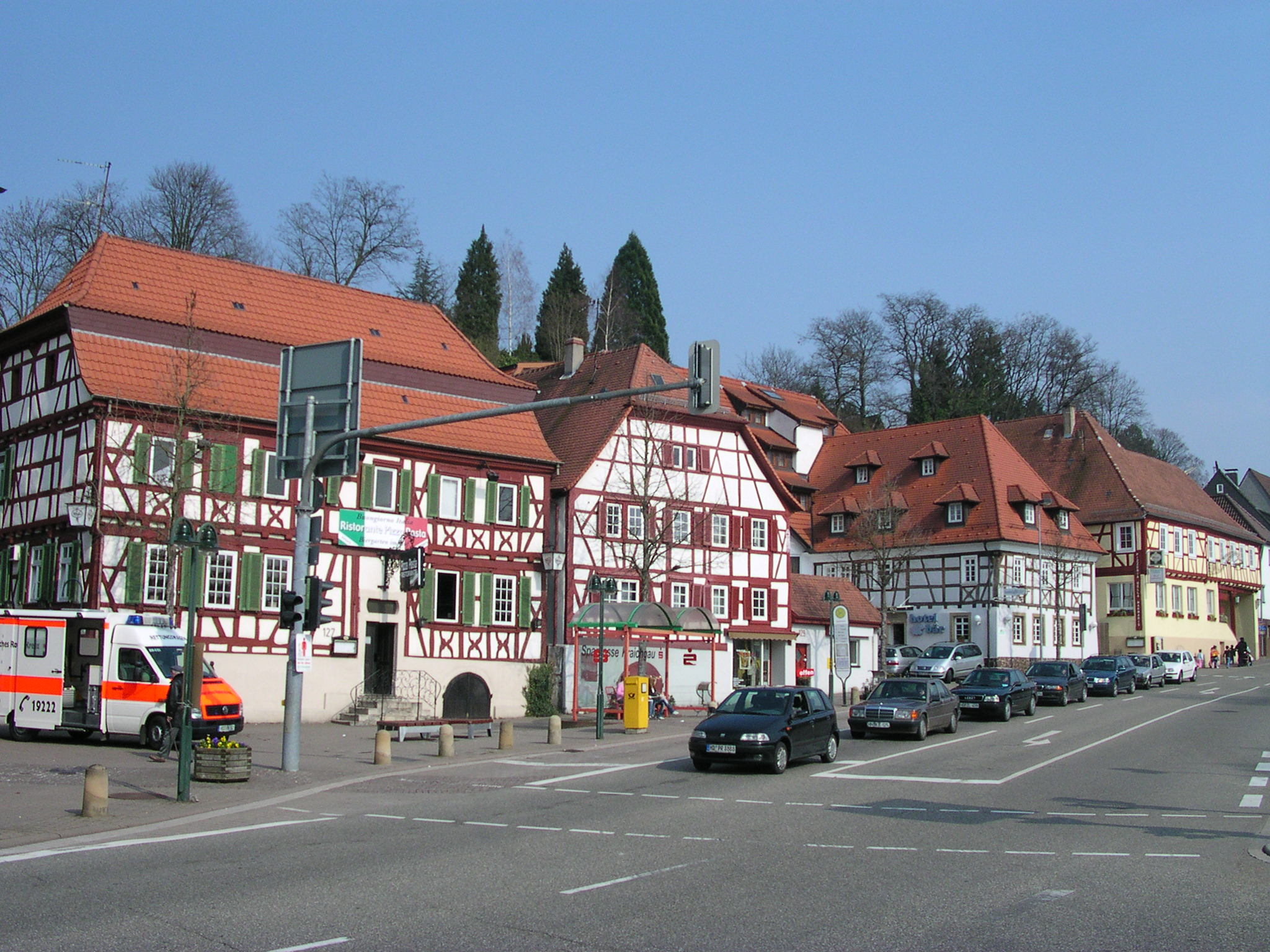
ジンスハイムのハウプトシュトラーセ沿いの木組み建築アンサンブル

1910年頃に、現在の市域のほとんどに電気と上水が供給されるようになった。社会資本の整備が進んだにもかかわらず、ガルテンシュタットの住宅地造成計画は1928年に頓挫した。1929年の恐慌は、失業率の増加とひどい貧困をもたらした。失業者には必需品が支給された。1930年代初めの回復基調も第二次世界大戦の勃発で潰えた。
1924年、廃止になったベツィルクスアムト・エッピンゲンの領域を容れ、ベツィルクスアムト・ジンスハイムは拡大した。1939年にはベツィルクスアムトからジンスハイム郡に組織改革がなされ、ジンスハイムはその郡庁所在地となった。1938年のユダヤ人排斥プログラムの結果、ジンスハイムおよびその周辺地域でもユダヤ人やその関連施設への暴力行為が行われるようになった。ジンスハイムの市長とおよびNSDAPの地区指導者イュルゲン・リークの命令で、11月10日にアムツベツィルク・ジンスハイムに属した53市町村すべてのユダヤ関連施設、すなわちシナゴーグ、ユダヤ人墓地、ユダヤ系企業が破壊された。1940年10月22日、ホッフェンハイムおよび他の町に住んでいた最後のドイツ系ユダヤ住民がゲシュタポに逮捕され、ハイデルベルク、マンハイム、カールスルーエ地区の集合地点に集められ、ここから Gurの収容所に送られた。
戦争末期には、ジンスハイムは甚大な破壊攻撃を受けた。また、アメリカ軍によってネッカー川の多くの橋が破壊されたことで社会資本上も危機に直面した。ジンスハイムにとっての戦争は、1945年4月2日のアメリカ軍の進駐によって終結した。ジンスハイム郡は、戦後、アメリカ軍の軍事司令部によって直接、改革がなされた。1946年からは、多くの旧ドイツ領の東プロイセンやシレジア、チェコ領であったズデーテン地方などから追放された人々を受け容れたことで急激な人口増加が起こった。大変に多くの住宅地を造成する必要があり、都市は歴史的な中心街を越えて拡大していった。それまで中心街に住んでいた農民達は移住し、市街地は近代化されて学校やスポーツ施設が拡張または新設された。
1960年代のハイルブロンからマンハイムへのアウトバーンA6号線建設は、ジンスハイムを国際交通網に結びつけ、重要な企業を誘致することとなった。郡の再編に伴い、1973年1月1日にジンスハイム郡は廃止され、郡域は主にライン＝ネッカー郡とハイルブロン郡に分割された。ジンスハイム自身はこれによってライン＝ネッカー郡の所属となった。
1973年のバーデン＝ヴュルテンベルク州の郡再編で、多くの隣接する町村がジンスハイム市に合併した。これにより市域は現在の広がりを得、人口は2万人を超えた。市当局はこれを承けて大規模郡都市への昇格を申請し、バーデン＝ヴュルテンベルク州行政府は1973年1月1日にこれを発効した。

### 市町村合併
- 1971年4月1日: デューレン
- 1971年7月1日: ヒルスバッハ、ヴァイラー
- 1971年12月1日: アーデルスバッハ、エールシュテット、ハッセルバッハ
- 1971年12月31日: ロールバッハ
- 1972年7月1日: エッシェルバッハ、ホッフェンハイム、ライヘン、ヴァルトアンゲルロッホ
- 1973年1月1日: シュタインスフルト

| デューレン   | ヒルスバッハ     | ヴァイラー       | アーデルスバッハ | エールシュテット       | ハッセルバッハ     |
| ロールバッハ | エッシェルバッハ | ホッフェンハイム | ライヘン         | ヴァルトアンゲルロッホ | シュタインスフルト |
| ------------ | ---------------- | ---------------- | ---------------- | ---------------------- | ------------------ |

## 人口

### 人口推移
各時点での市域内の人口を示す。数値は、推定値、国勢調査または各時点の統計局の記録に基づく。

1871年以降のジンスハイムの人口推移

### 各市区の人口
各市区の面積は2017年12月24日、人口は2018年12月31日現在の数値である。
| 市区                   | 面積 (km2) | 人口（人） | 合併年月日     | 市区図 |
| ---------------------- | ---------- | ---------- | -------------- | ------ |
| 中核市区               | 21.74      | 13,062     | -              |        |
| アーデルスバッハ       | 7.39       | 619        | 1971年12月1日  |        |
| デューレン             | 7.31       | 2,184      | 1971年4月1日   |        |
| エールシュテット       | 7.71       | 575        | 1971年12月1日  |        |
| エッシェルバッハ       | 7.39       | 2,239      | 1972年7月1日   |        |
| ハッセルバッハ         | 2.54       | 312        | 1971年12月1日  |        |
| ヒルスバッハ           | 12.35      | 2,299      | 1971年7月1日   |        |
| ホッフェンハイム       | 13.17      | 3,259      | 1972年7月1日   |        |
| ライヘン               | 10.95      | 2,257      | 1972年7月1日   |        |
| ロールバッハ           | 7.97       | 2,254      | 1971年12月31日 |        |
| シュタインスフルト     | 12.01      | 3,285      | 1973年1月1日   |        |
| ヴァルトアンゲルロッホ | 6.03       | 1,657      | 1972年7月1日   |        |
| ヴァイラー             | 10.46      | 1,927      | 1971年7月1日   |        |
| ジンスハイム合計       | 127.01     | 35,929     | -              |        |

## 行政

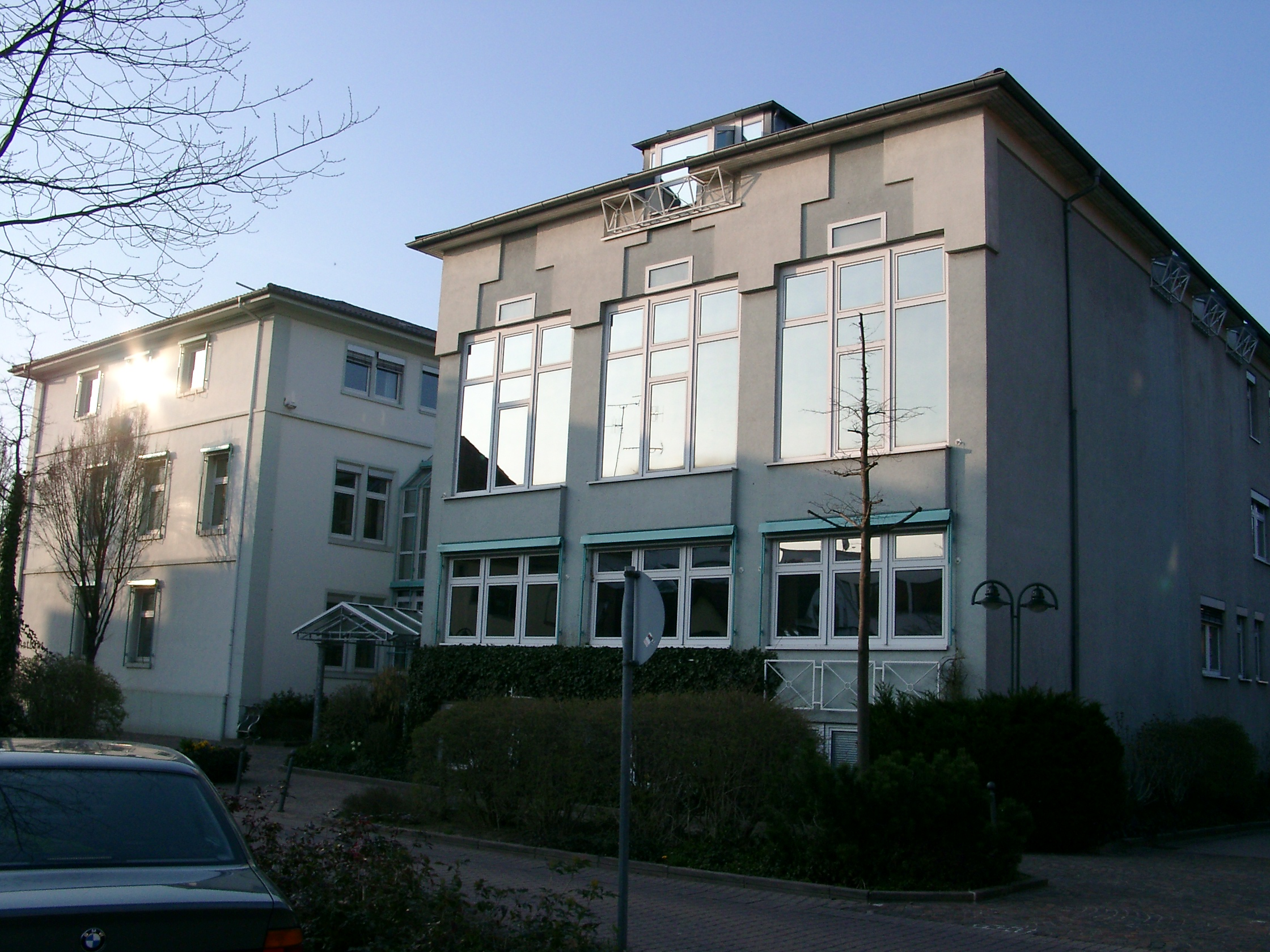
ジンスハイム市庁舎

### 市議会
ジンスハイムの市議会は、41人の議員からなる。

### 市長
市の代表者は、市長（1973年1月1日以降は、上級市長）である。
| 在職期間        | 市長（上級市長）       |
| --------------- | ---------------------- |
| 1962年 – 1980年 | ヘルムート・グメーリン |
| 1980年 – 2004年 | ホルシュト・ジーバー   |
| 2004年 - 2012年 | ロルフ・ガイナート     |
| 2012年 -        | イェルク・アルブレヒト |

### 紋章
ジンスハイム市の紋章は、金地に赤い爪と嘴を持つ黒い鷲。市の旗は黄色地に黒い鷲である。この紋章と旗は、何世紀も前に遡る。ジンスハイムは1803年までプファルツ選帝侯領のオーバーアムト・モースバッハに属しており、1803年から1806年まではライニンゲン侯領に属した。1329年にプファルツ選帝侯領となって以後も、他のプファルツ選帝侯領内の旧帝国都市と同じように帝国都市の紋章である帝国鷲を引き続き使用することが許され、現在に至っている。鷲の図案は何世紀ものうちに何度か変更されている。現存する最も古い印章である1300年の文書では、「s. civivm de. svnnensheim」という言葉が掛けられている。

### 友好都市
- Longué-Jumelles（フランス、メーヌ＝エ＝ロワール県）1976年
- Barcs（ハンガリー）1989年

## 文化と見所

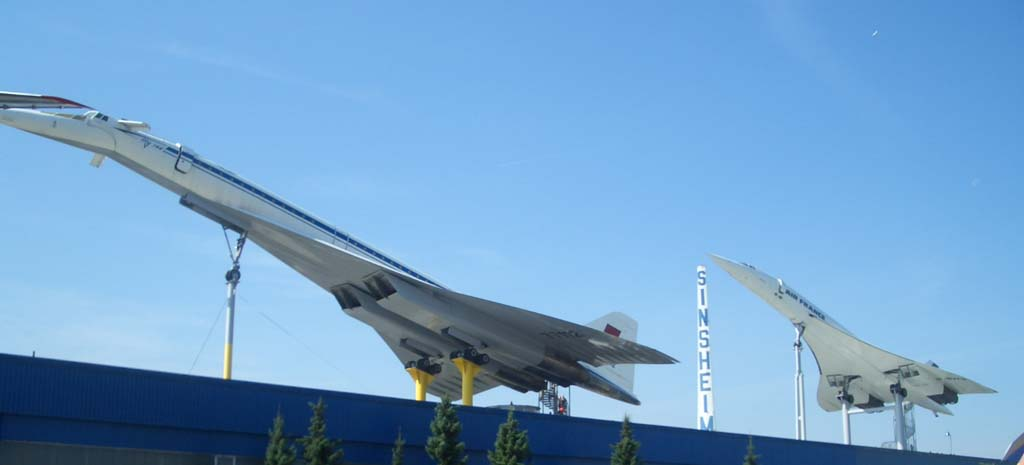
ジンスハイム自動車・技術博物館に展示されているTu-144（左）とコンコルド

### 博物館
ジンスハイムには多くの博物館が存在する。その中でもジンスハイム自動車・技術博物館（Auto & Technik MUSEUM SINSHEIM）は地域を超えて知られている。ここには多くの展示物があるが、中でもコンコルドとTu-144の展示が人気である。この博物館は旅行の目的地としてドイツ全土のみならず近隣諸国からも多くの来館者を集めている。旧市庁舎を利用した都市と自由の博物館は、特に市およびその周辺地域の歴史に力を入れている。シュタインスフルト区のレルヒェンネスト博物館庭にはフリードリヒ大王博物館がある。ホッフェンハイム区には、郷土博物館がある。
コモンズにジンスハイム自動車・技術博物館の画像が多数あります。

### 演劇
ジンスハイムには多くのアマチュア劇団がある、たとえばWürfeltheater、幅広いレパートリーを演じるSinsheimer Theaterkiste、都市と自由の博物館の運営団体であるFreunde Sinsheimer Geschichte e. V.（ジンスハイム歴史同友会）のサポートを受けて歴史劇を演じるFriedrich-Hecker-Theater、マックス＝ヴェーバー・シューレのMax-Weber-Theaterなどである。

### 建築

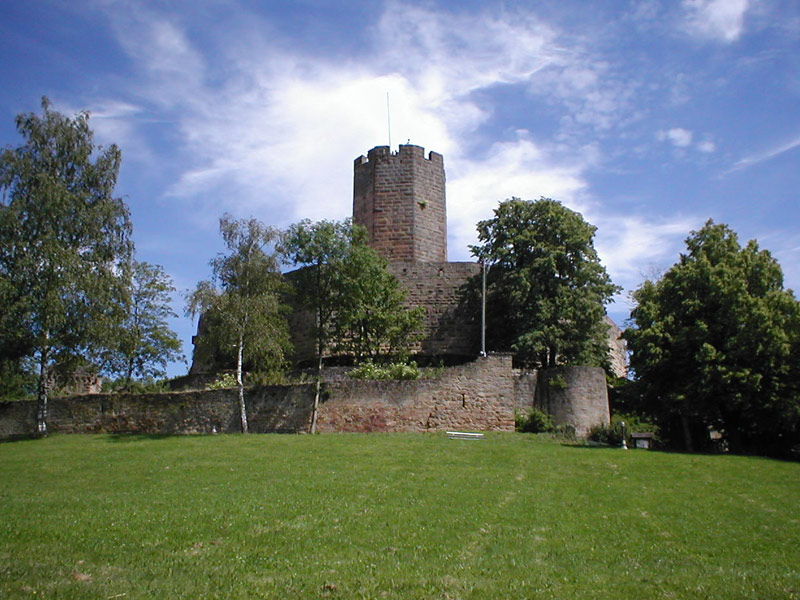
シュタインスベルク城

ヴァイラー区にあるシュタインスベルク城は、玄武岩のブロックでできた八角形の主塔をもつ城で、この街を象徴する建造物となっている。この城は「クライヒガウの羅針盤」とも呼ばれる。1973年以降はジンスハイム市の所有となっている。城址の敷地内に文化催事場がある。ここでは夏期に城址演劇祭やシュタインスベルク・フェスティバルの際に演劇上演がなされている。
もう一つの歴史的な象徴的建造物は、1100年頃に創設されたミヒャエルスベルクに建つベネディクト修道院の塔である。修道院の建物自体やその附属建築も見応えがある。旧施療院は1803年に修道院の麓に建てられ、1857年から1896年まで施療院として使われた。治療には公務員の医師と付き添い看護師があたった。また、使用人や遍歴修行の手工業者に宿を提供することもあった。1985年から1988年までこの建物は住居に改築された。1888年に建設されたかつての修道院管理者住居は現在市役所の一部となっている。

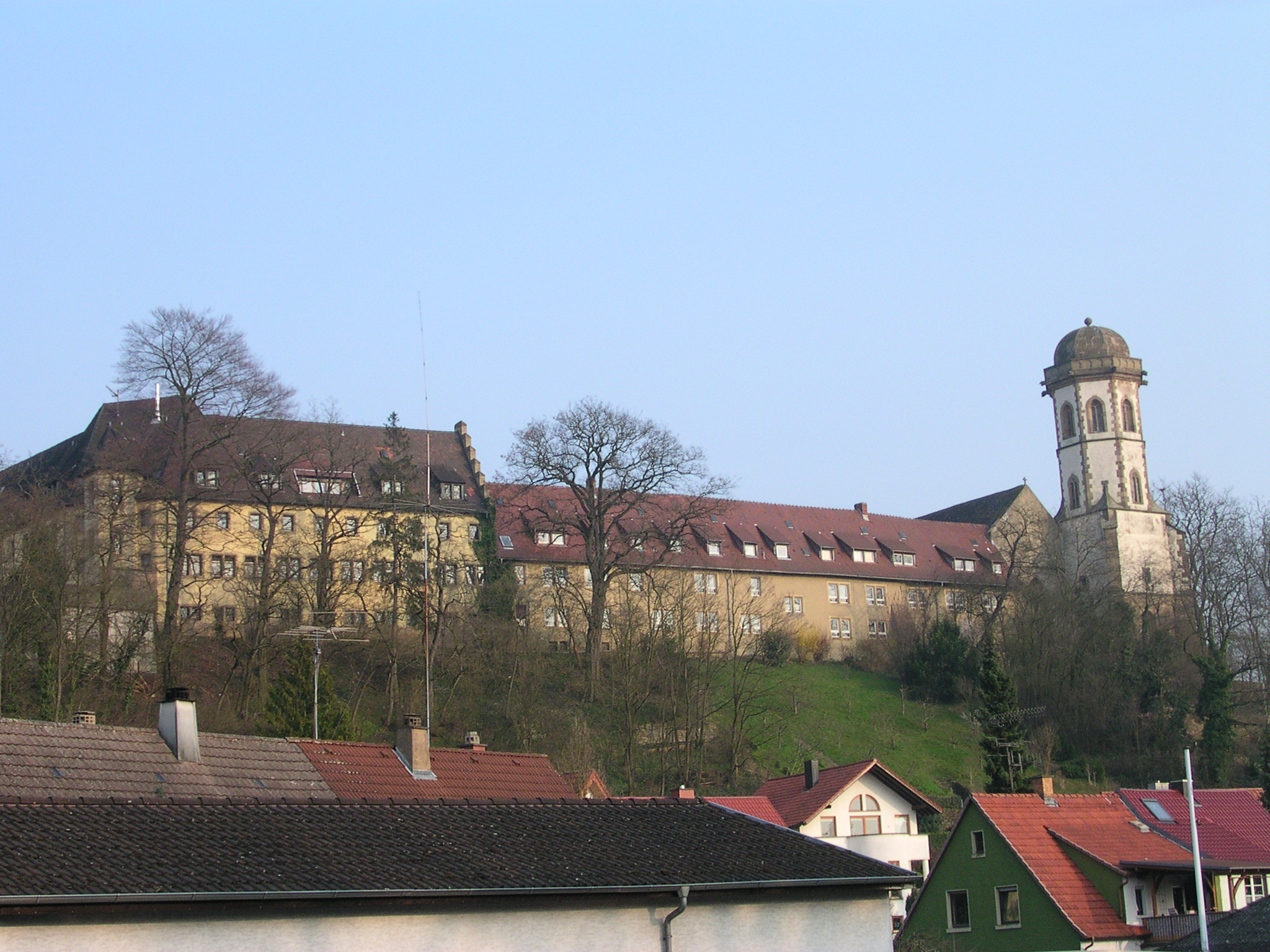
修道院全景
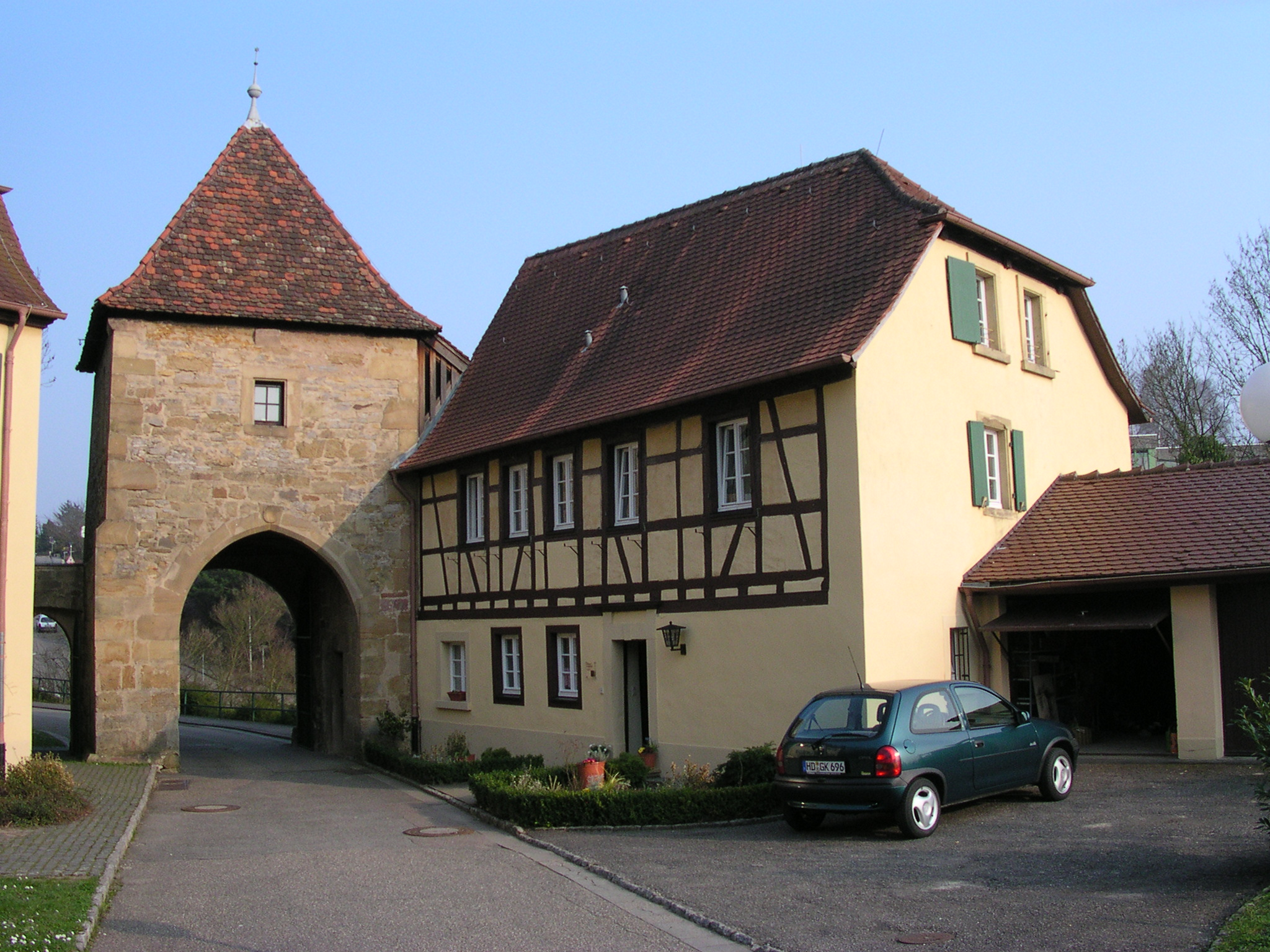
修道院の門
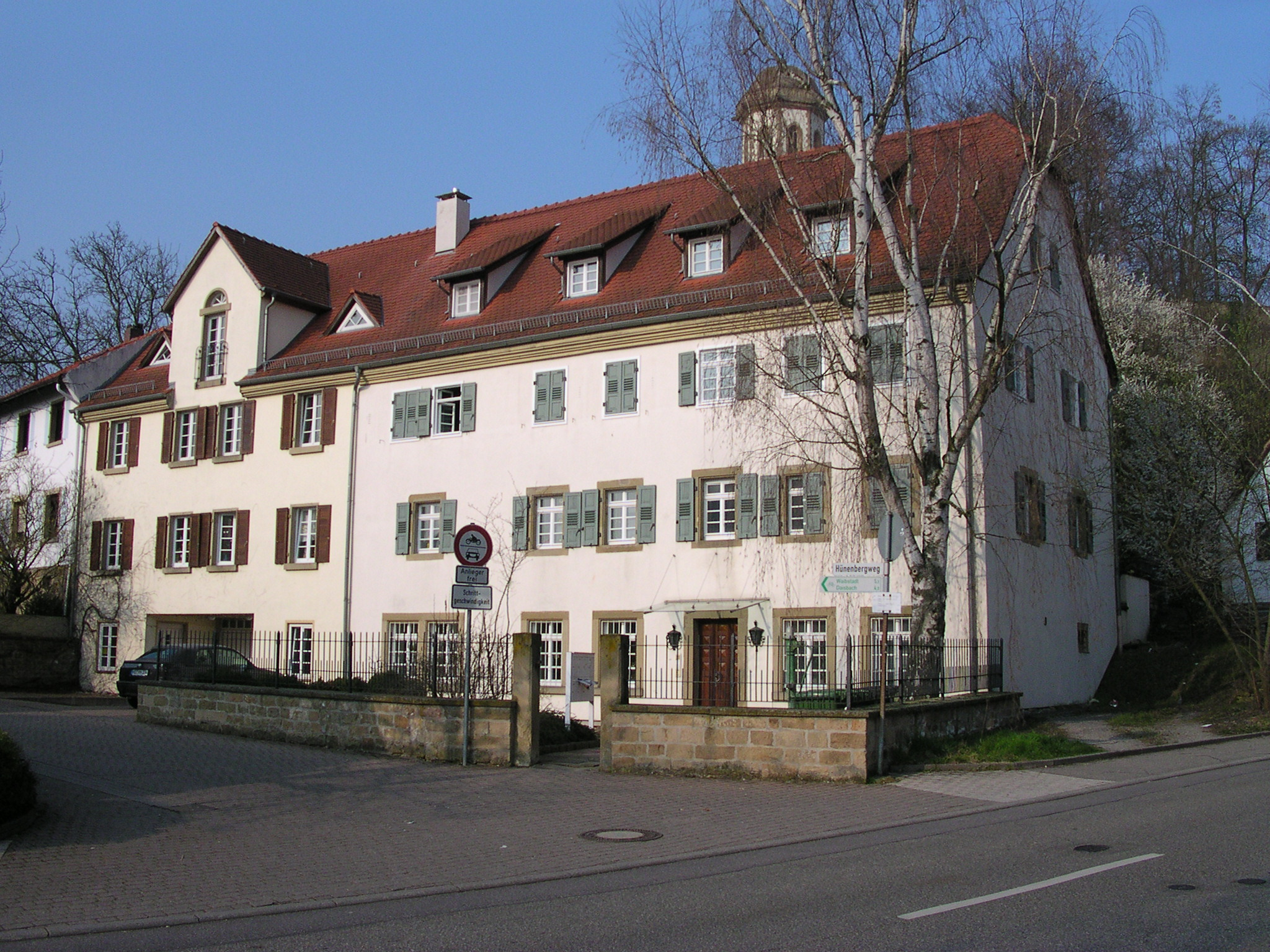
旧施療院
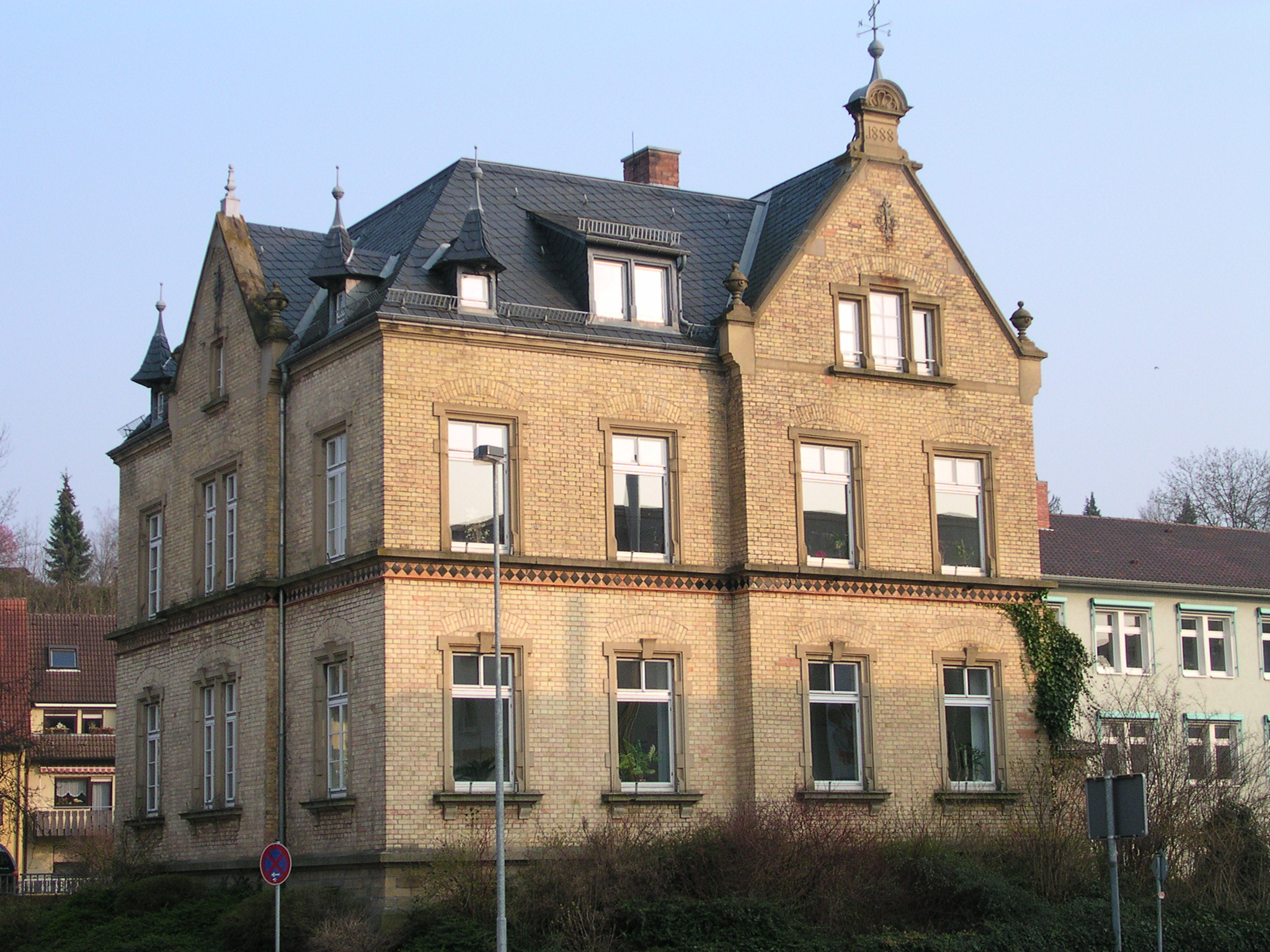
旧修道院管理者住居

1894年から1896年までにヴェルダー通り沿いにバーデン大公の区裁判所が設けられた。建設したのはハイデルベルク・ベツィルクの建築監督官長官であったユリウス・コッホである。ファサードには石工細工と装飾豊かな切り妻の壁、王冠を着けた紋章が飾られている。
ジンスハイムの中心街には、歴史的建造物が豊かである。レストラン「Drei Könige」（三人の王）は1766年建造の旧司祭館である。教区監督官庁舎は1859年から1860年に建設された。プファルシュトラーセ（司祭館通り）10番のには1833年から34年に建造されたカトリックの学校がある。1876年から1929年まで、1階は宗派混合学校（国民学校）の教室がおかれていた。現在この建物はカトリックの組織事務所として用いられている。新しい司祭館「聖ヤーコブス」は市北部の庭園内、カトリック学校の近くに、1837年から1838年に建てられた。

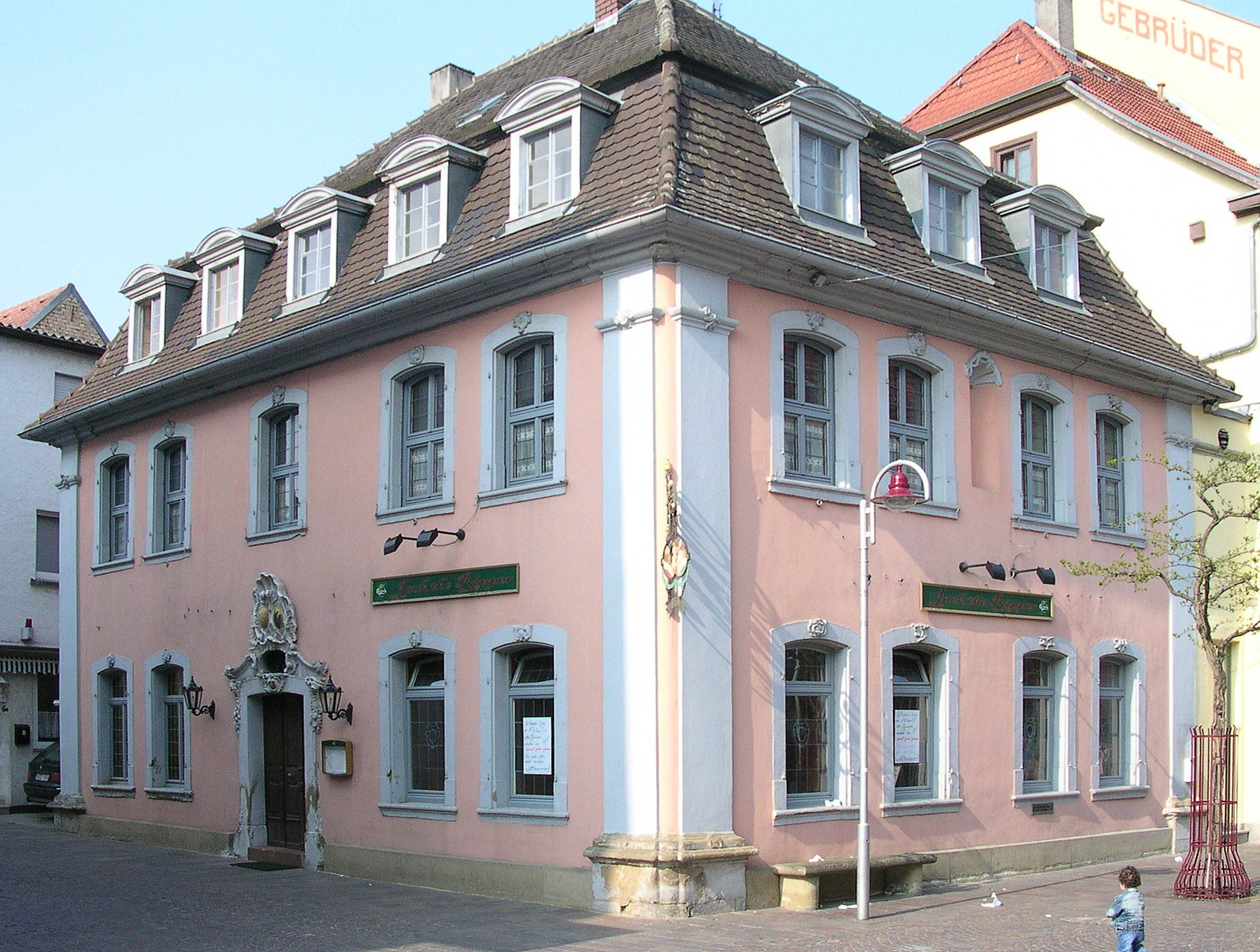
旧司祭館 (1744)
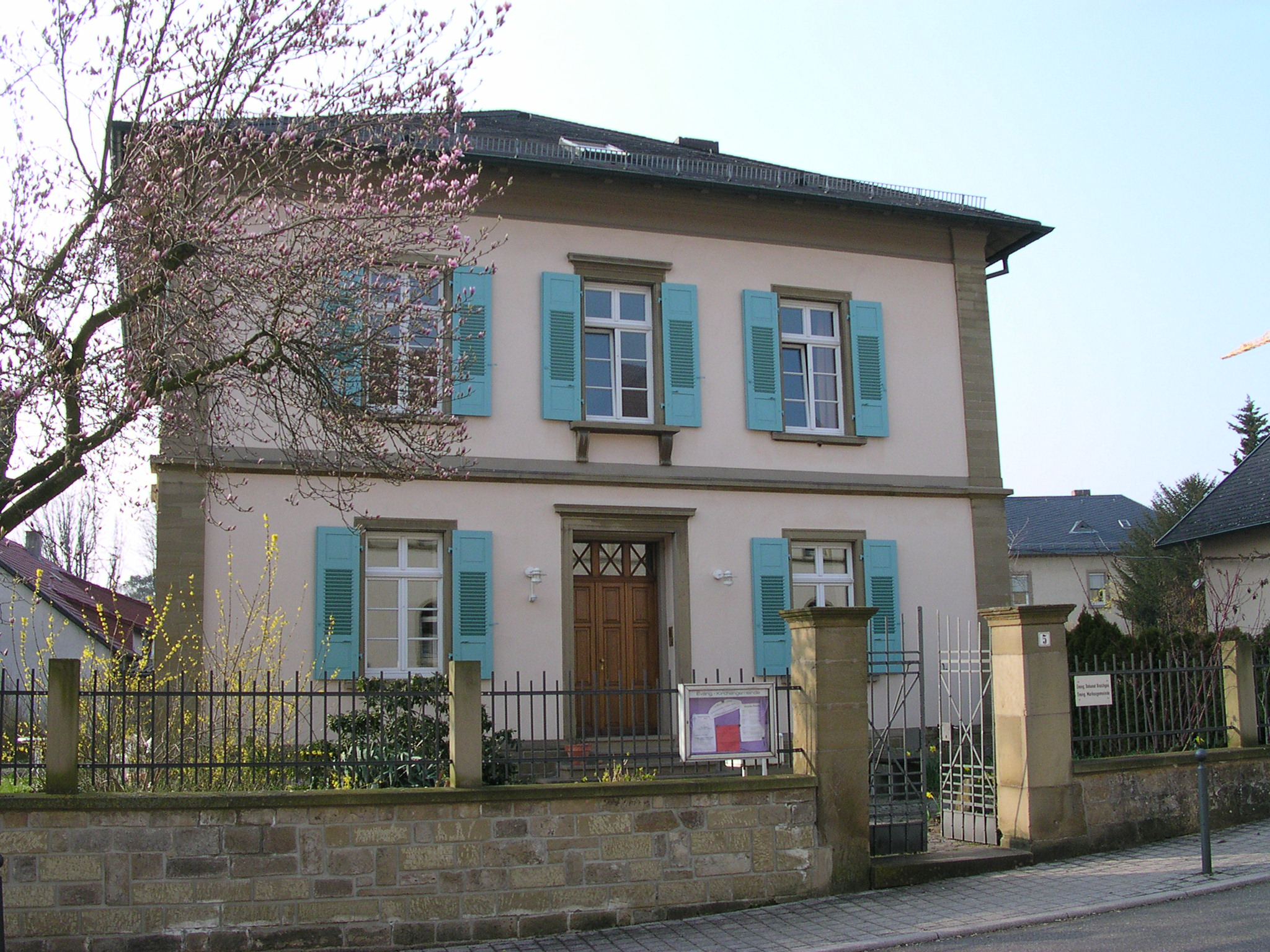
教区監督官庁舎
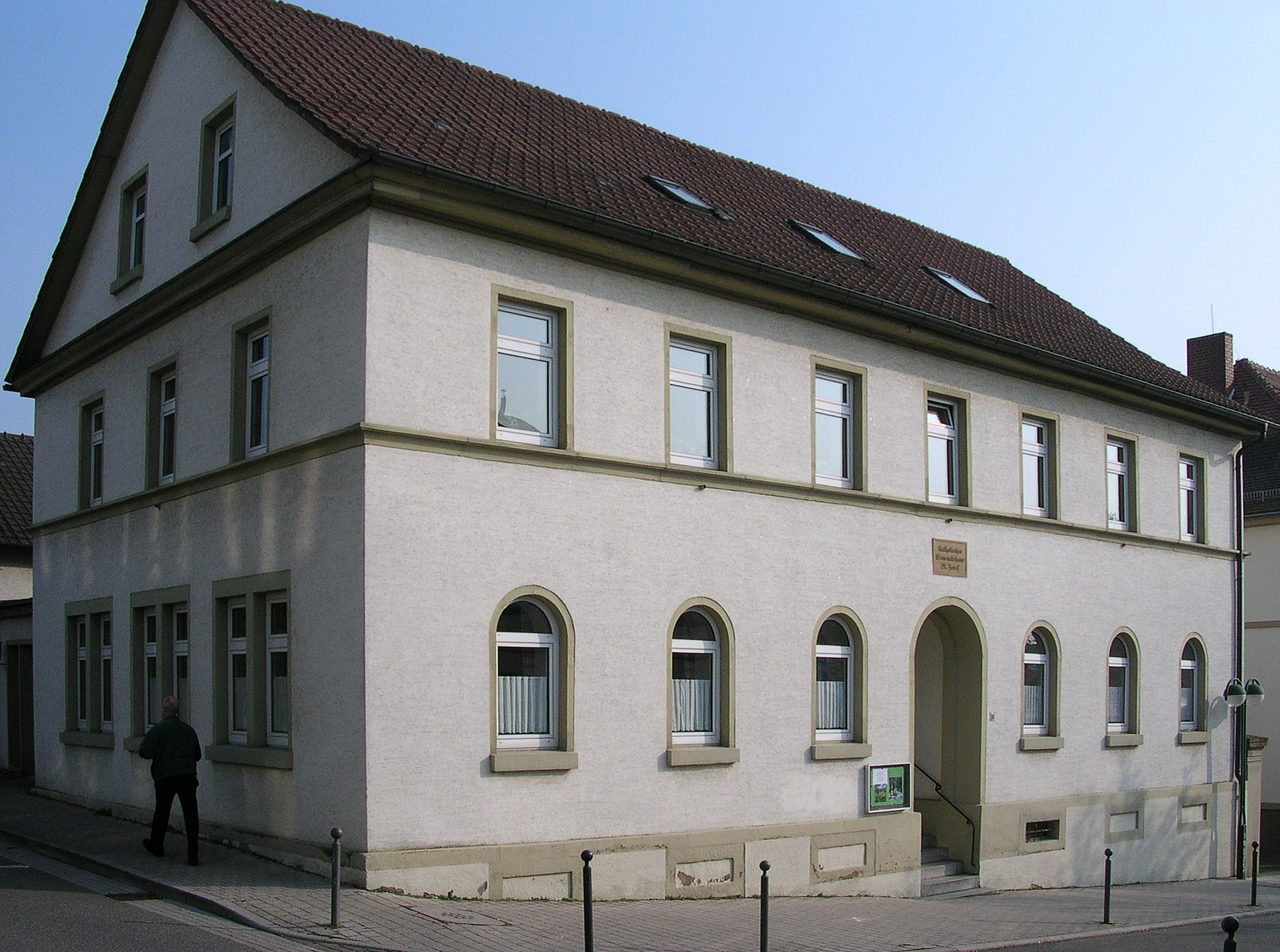
カトリックの旧学校
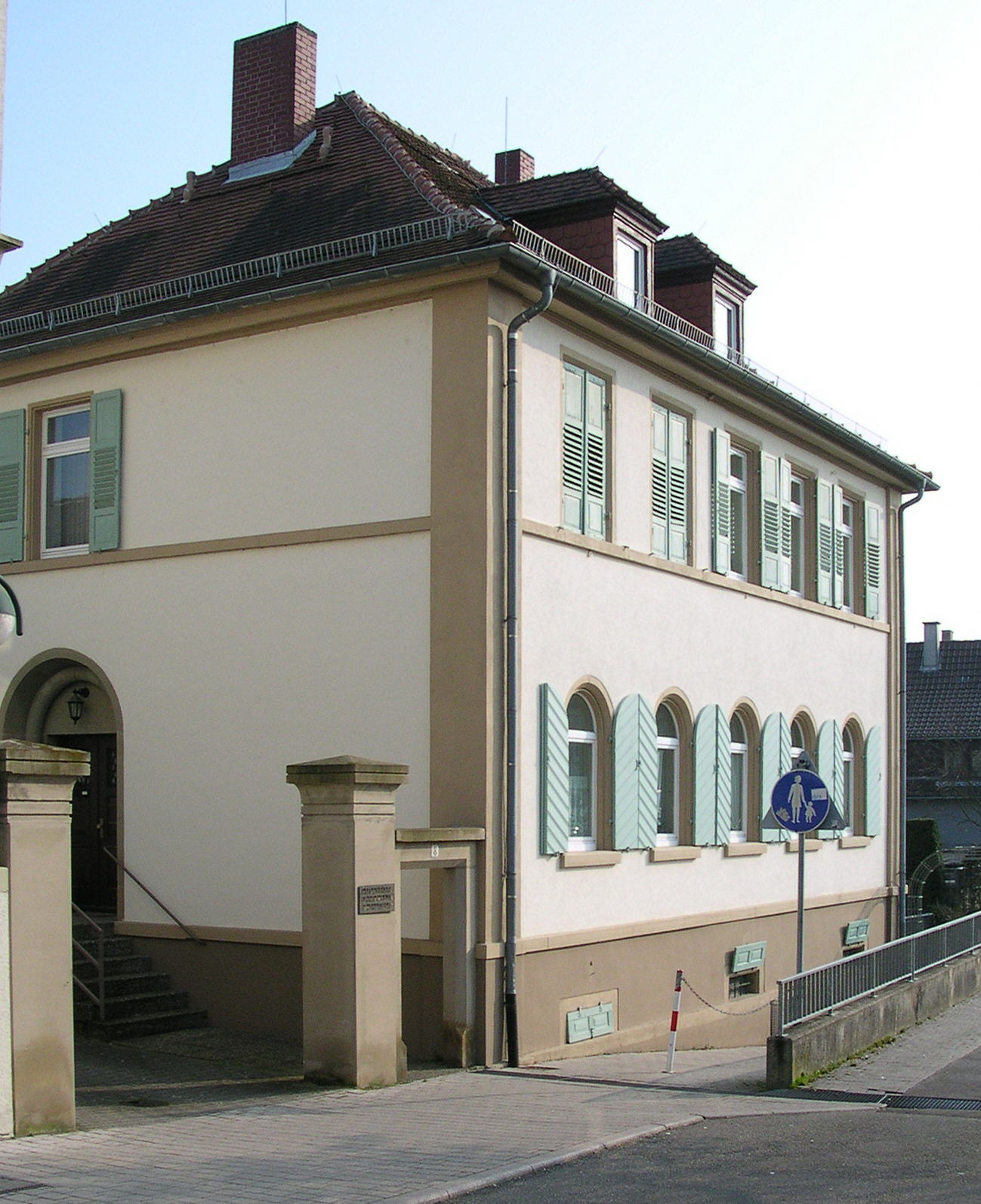
司祭館「聖ヤーコブス」

シュヴェンシェ・ハウスは1730年建造で、ジンスハイムに現存する最も古い建物の一つである。この建物は当時の建築の典型的な例で、二重勾配の寄せ棟屋根と幅が狭く背が高いプロポーションをもつ建築である。1階は1811年に大規模な改造がなされた。
旧レストラン「Zum schwarzen Bären」（「黒熊亭」）は、グスタフ・マイアーらの1847年に革命に参加した民主主義者らが集会場にしていた店である。隣接する革なめし工の家は1744年の建物で、黒熊亭の主人で、民主主義者らの熱心な支持者であったゲオルク・デルナーが住んでいた家である。ジンスハイムにはもう一つ1807年建造の革なめし工の家が遺っている。

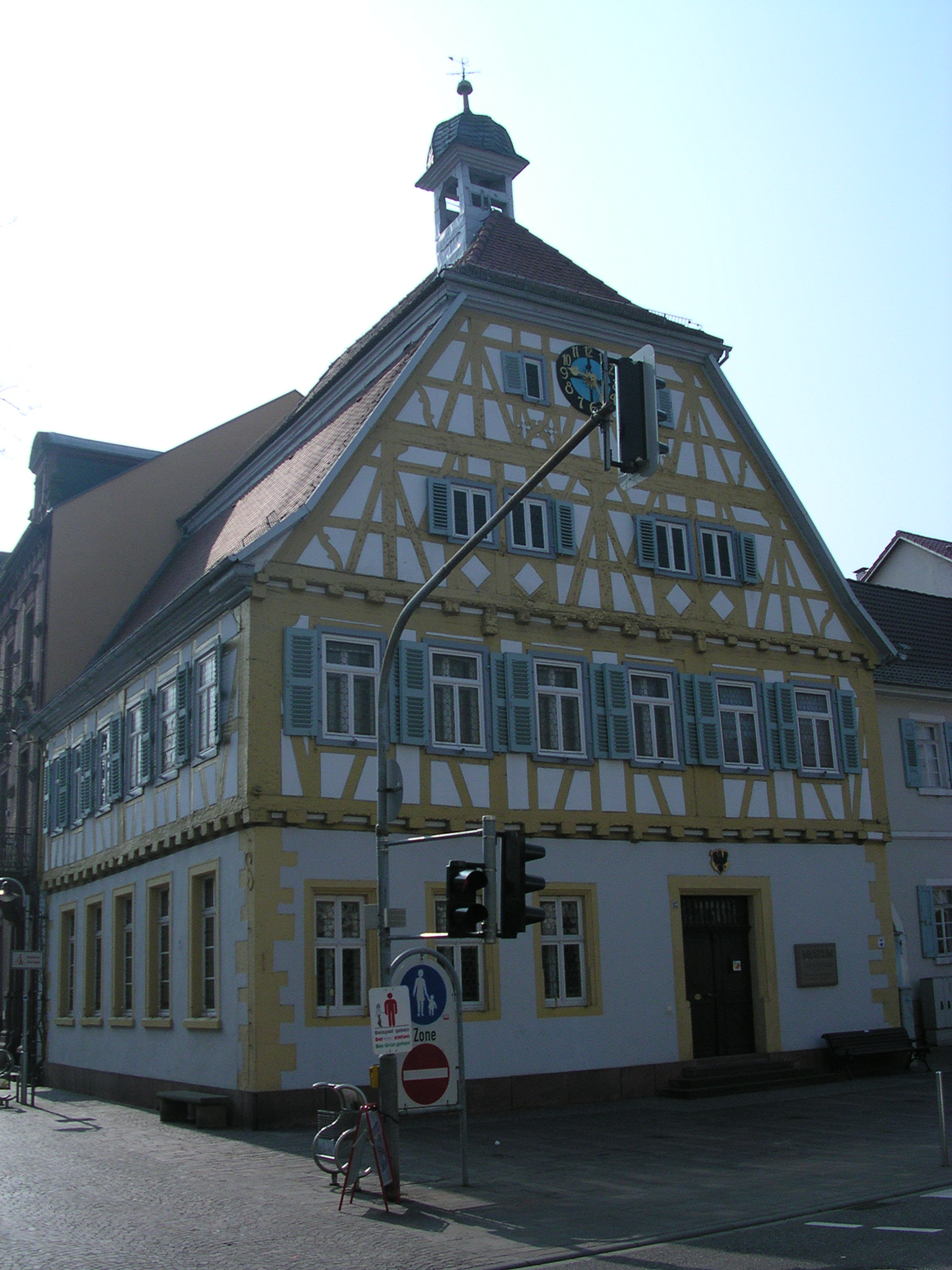
旧市庁舎
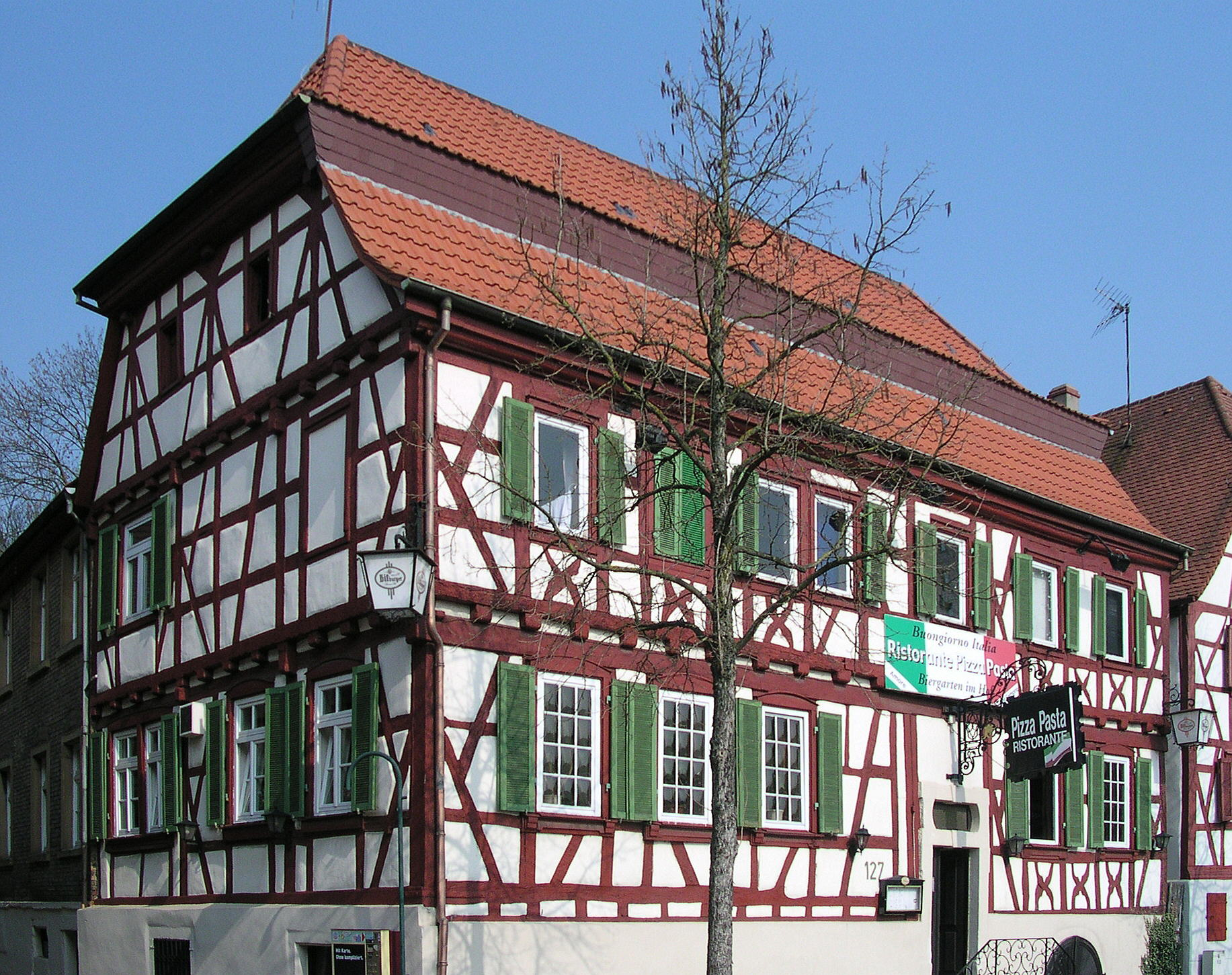
黒熊亭
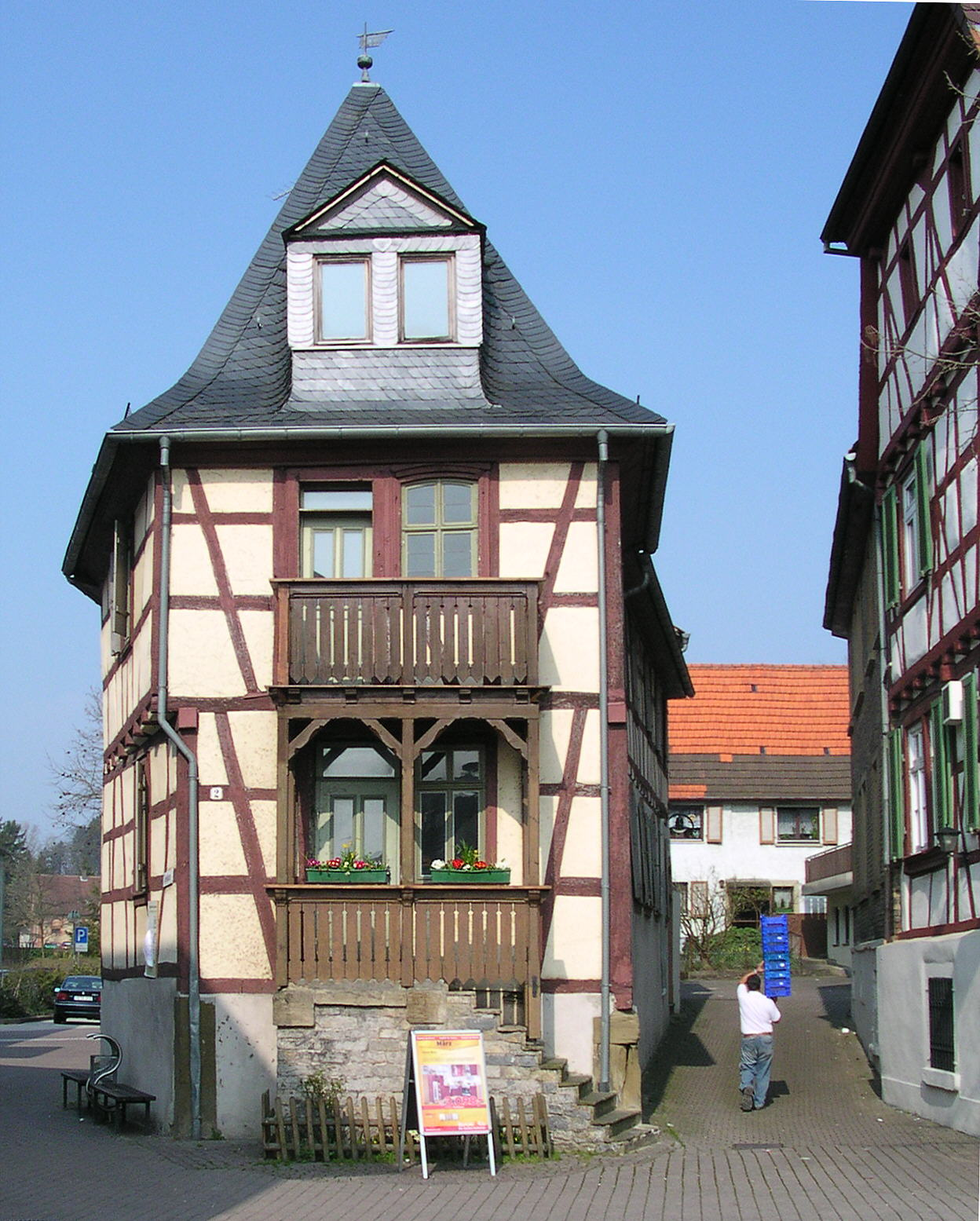
デルナーの館(1744)
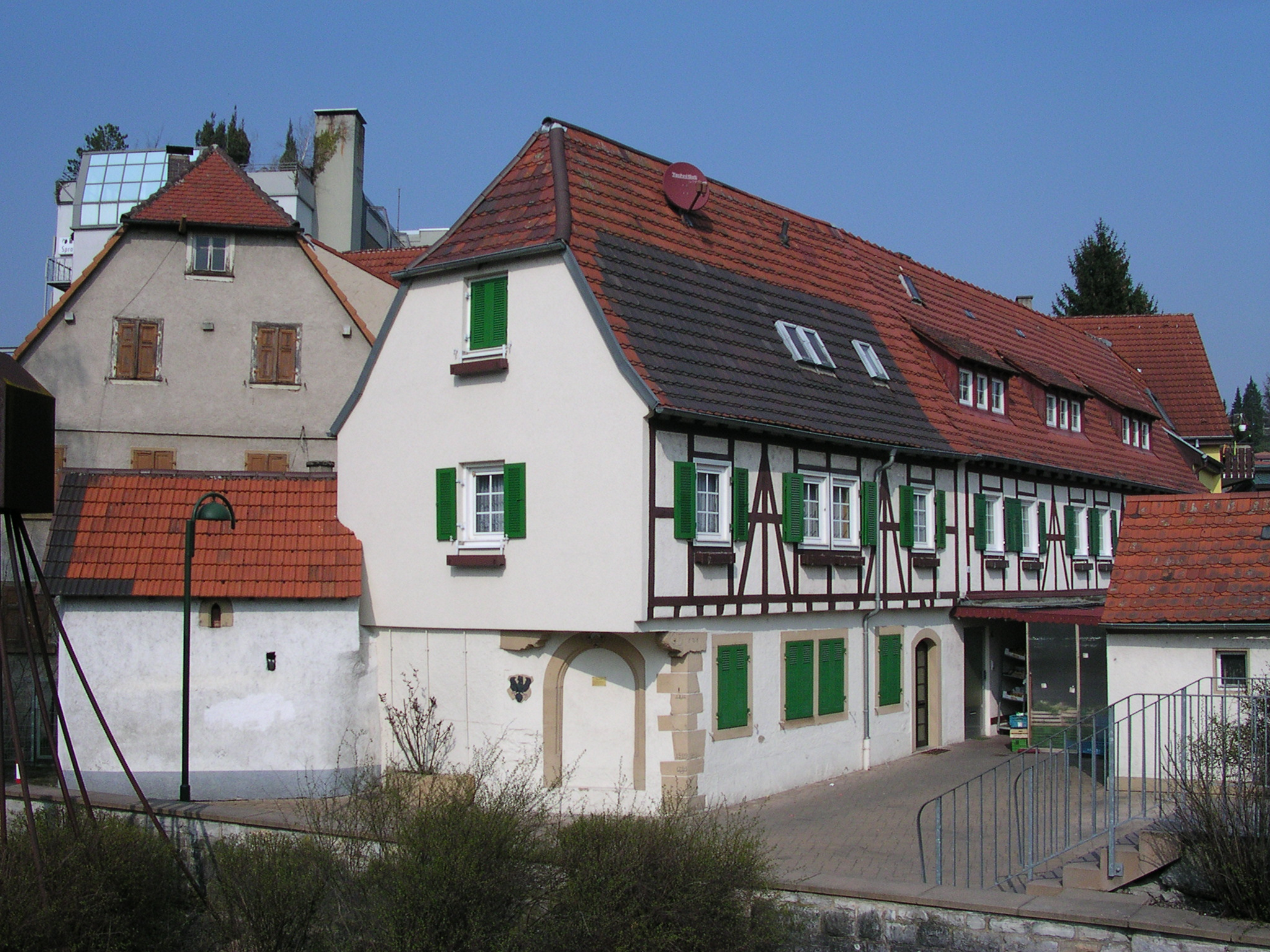
革なめし工の家 (1807)

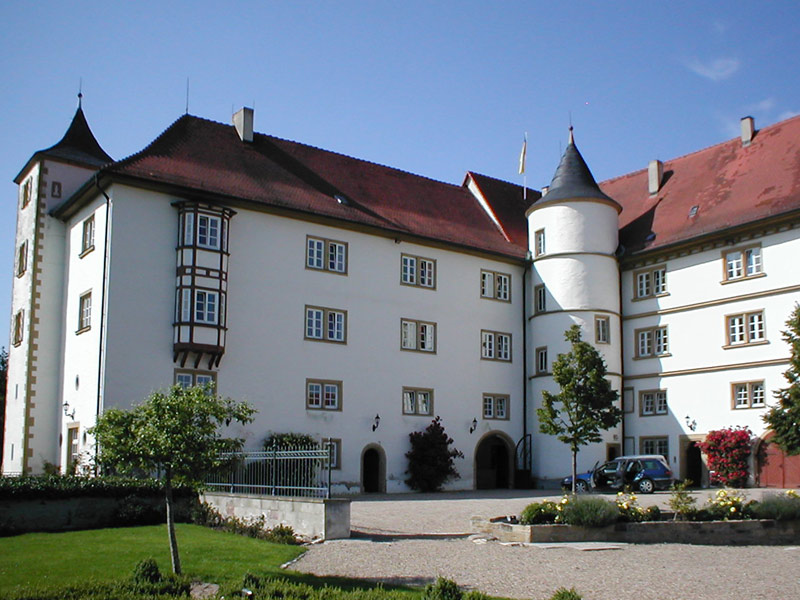
エールシュテット区のノイハウス城

各市区にも多くの教会や城館、領主の館などがあるが、中でもエールシュテット区のノイハウス城は特筆する価値がある。この他にジンスハイムの通信塔はこの街のランドマークになっている。

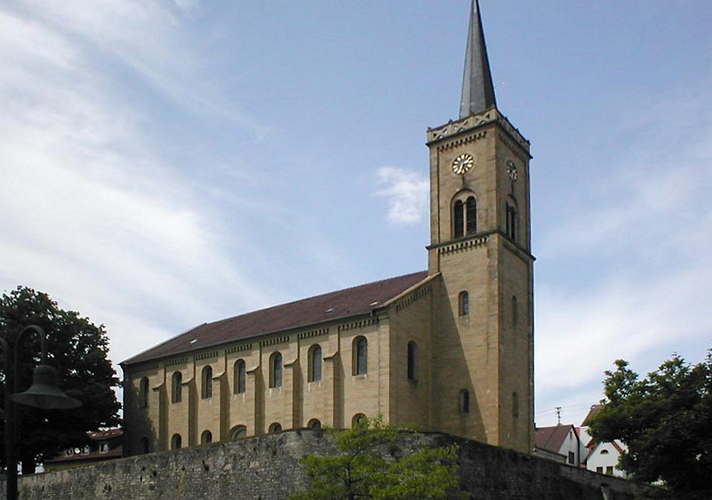
ホッフェンハイム区のプロテスタント教会
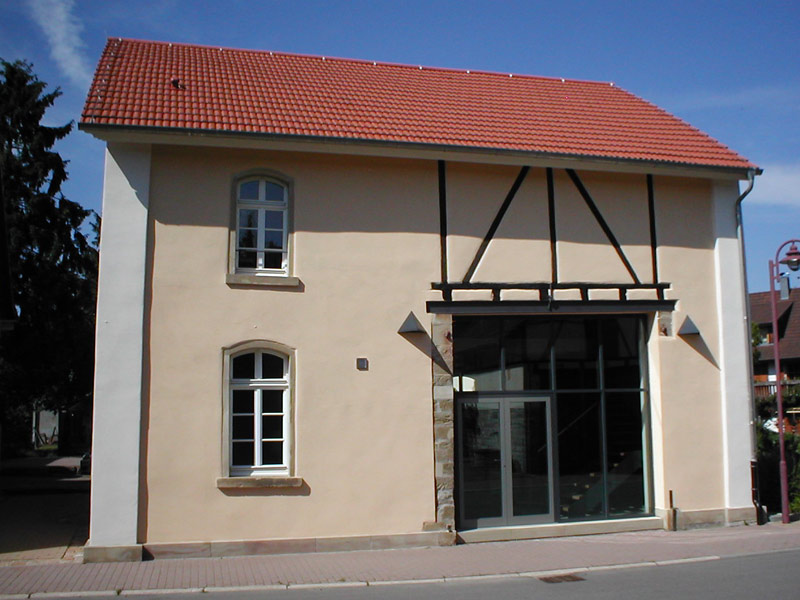
エールシュテットの旧シナゴーグ
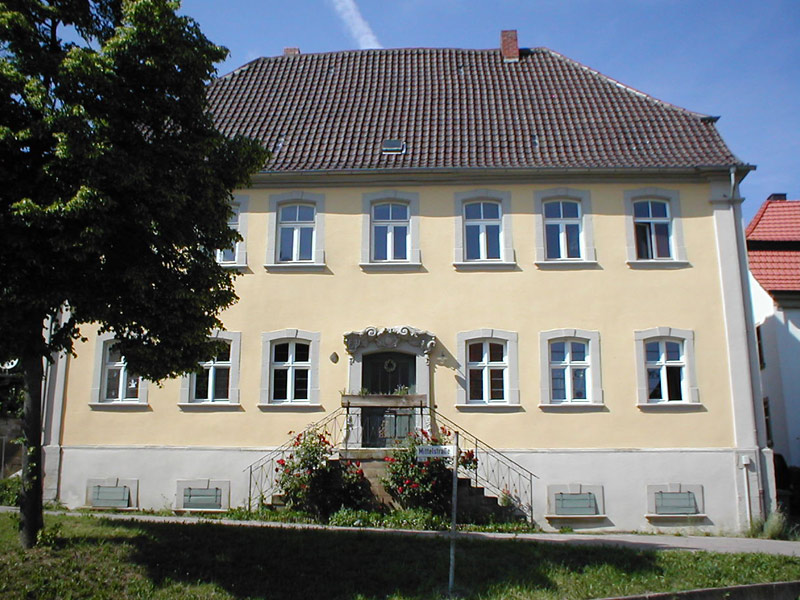
アーデルスバッハのバロック建築

### スポーツ
この大規模郡都市で最も有名なサッカークラブはTSG1899 ホッフェンハイムである。このクラブは1899年にホッフェンハイム地区に創設されたスポーツクラブの一部門であり創設以来、7部リーグから9部リーグを行き来していた。1990年、ハイデルベルク出身で少年時代にホッフェンハイムのユースチームに在籍していたSAP AGの創業者ディートマー・ホップが支援を開始すると2000年代前半にレギオナルリーガ（ドイツ3部）へ昇格し、2008/2009年のシーズンからサッカー・ブンデスリーガ1部でプレイしている。アウトバーンA6号線のすぐ横に、2009年に完成したこのクラブのホームグラウンドであるライン・ネッカー・アレーナがある。ライン・ネッカー・アレーナは2011 FIFA女子ワールドカップで使用されることになっている。
この他、ジンスハイムには、各市区にいくつかのスポーツクラブがある。中核市区にはTV Sinsheim（バドミントン、バスケットボール、ハンドボール、陸上競技、卓球など）とSV Sinsheim（バレーボールとサッカー）がある。後者の女子バレーボールチームは、バレーボール・ブンデスリーガ2部でプレイしている。

### 年中行事
ジンスハイムには大きな見本市会場があり、専門的あるいは一般的な見本市がいくつも定期的に開催されている。たとえば、鉄道模型と蒸気機関車の見本市、オートバイの見本市、木型模型の見本市、浴場建築の見本市やカー・オーディオHi-Fiの見本市などである。この他に、ジンスハイムでは1902年以降毎年、フォーレンマルクトという民族祭が開催される。この起源は地域を超えて有名な爬虫類市であった。

## 経済と社会資本

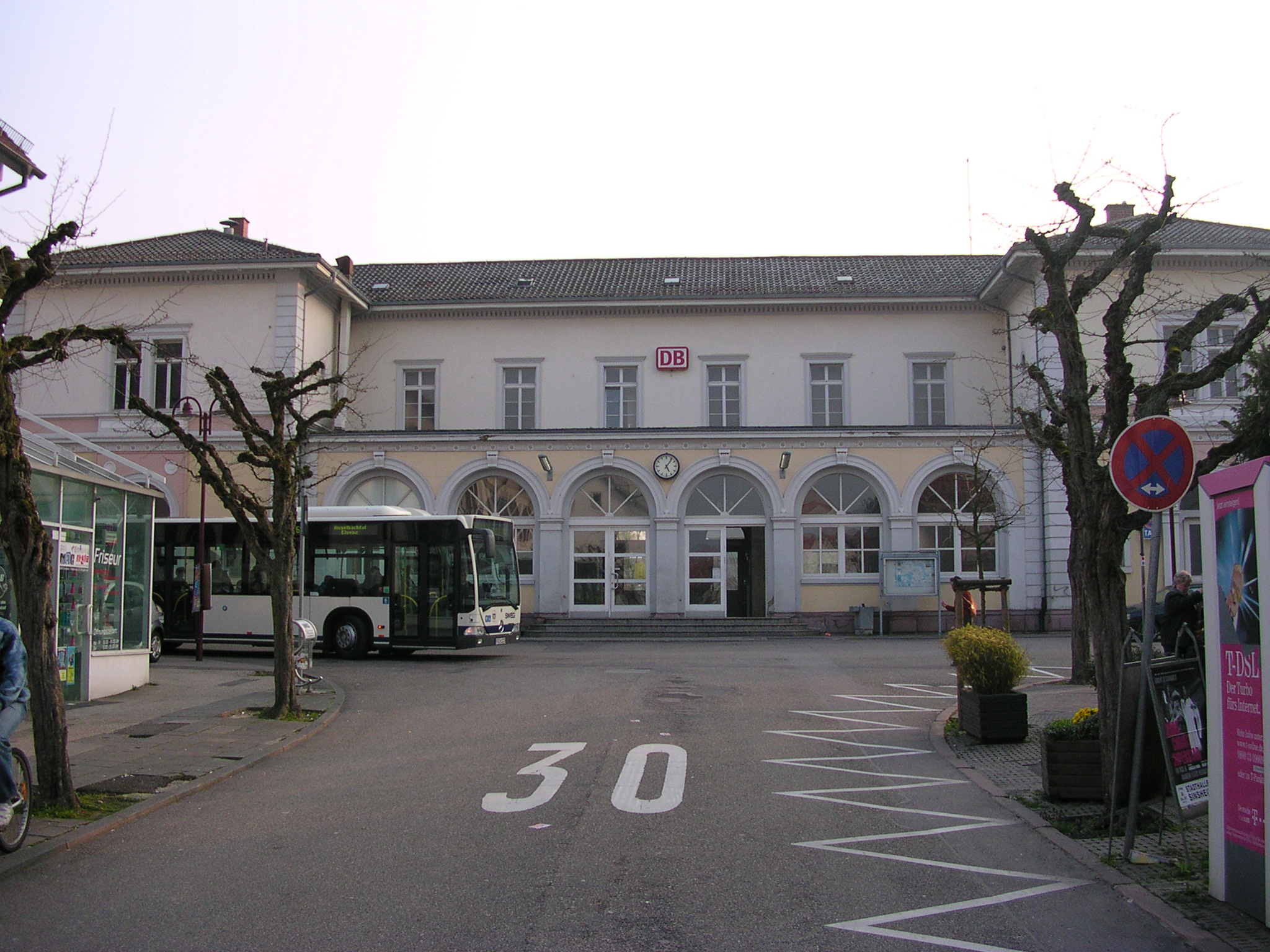
ジンスハイム駅

### 交通
ジンスハイムは、アウトバーンA6号線のマンハイム - ハイルブロン間に位置する。この町へのアクセスはジンスハイム・インターチェンジとジンスハイム＝シュタインスフルト・インターチェンジを利用する。さらに連邦道B39、45、292号線が市内を通っている。
市内には、エルゼンツタール鉄道沿いに多くの駅（シュタインスフルト、ジンスハイム＝ムゼウム、ジンスハイム、ホッフェンハイム）がある。シュタインスフルトで支線であるシュタインスフルト - エッピンゲン線が分岐する。市内ではライヘン駅がこの路線沿いにある。この路線は、エッピンゲンでクライヒガウ鉄道のカールスルーエ - ハイルブロン間に接続する。エルゼンツタール鉄道とシュタインスフルト - エッピンゲン線は2009年の終わりまでに電化されラインネッカーSバーン網（ハイデルベルク - エッピンゲン間）やハイルブロン市鉄道網（ジンスハイムからハイルブロン方面）に組み込まれる予定である。ラインネッカーSバーン網に組み込まれる区間では、乗り換え無しにマンハイムにアクセスできるようになる。ヴァルトアンゲルロッホ区にはかつて支線のヴィースロッホ - メッケスハイム/ヴァルトアンゲルロッホ線が延びていたが、1963年に旅客運行を停止した。
ライン＝ネッカー交通連盟に加盟しているジンスハイムの市バス網が公共交通網を提供している。
ジンスハイム飛行場が技術博物館のすぐ近くにある。

### メディア
ジンスハイムでは、日刊紙 Rhein-Neckar-Zeitungが刊行されている。

### 裁判所、官庁、公共機関

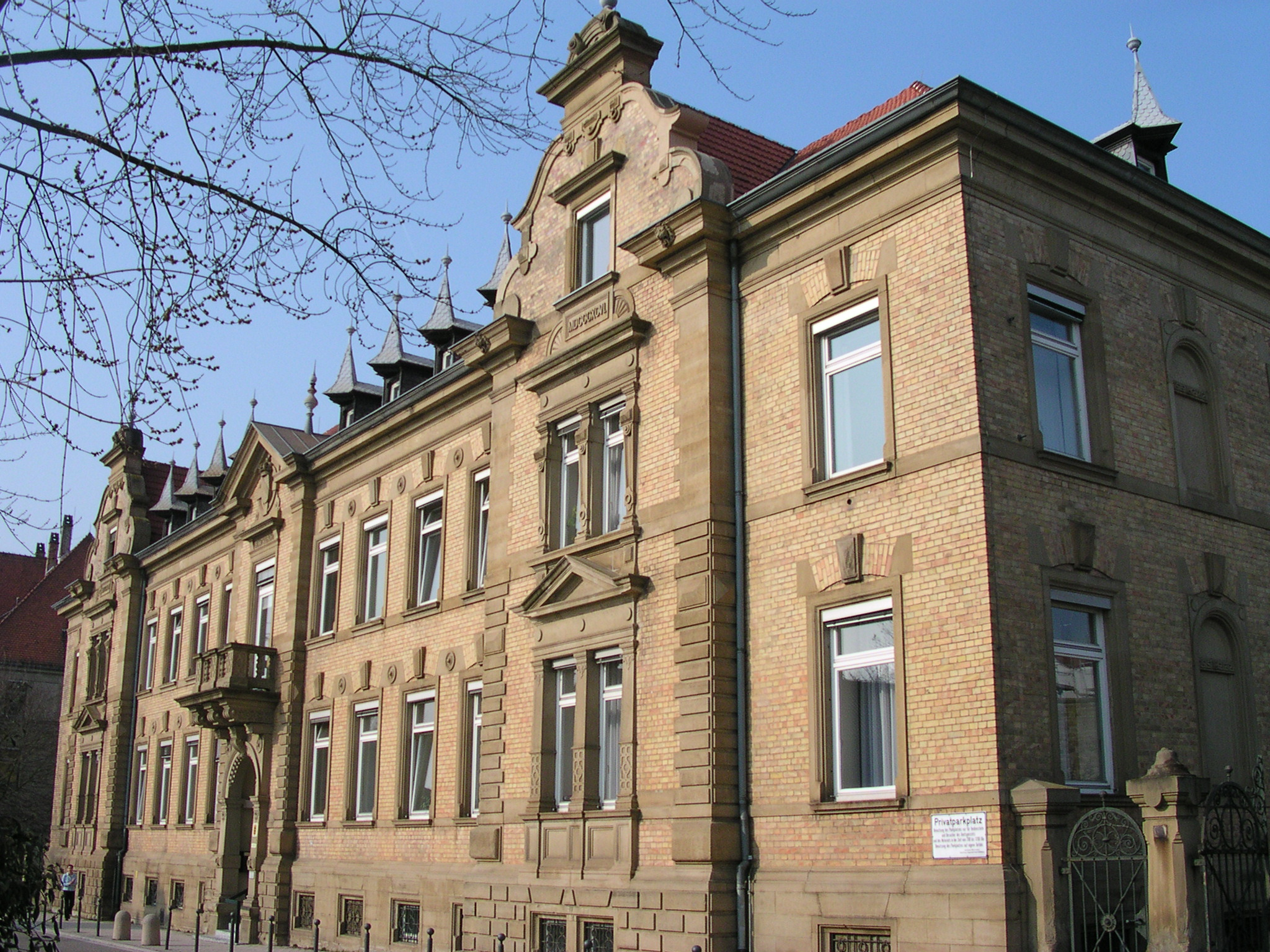
ジンスハイムの区裁判所

ジンスハイムには、ハイデルベルク地方裁判所の下位機関である区裁判所、公証人役場、会計局、およびライン＝ネッカー郡の郡行政機関の支局がある。この都市は、プロテスタントのバーデン地方教会のクライヒガウ教会管区の本部所在地である。この他、ジンスハイムには郡立病院、老人医学リハビリクリニックや郡立養護院からなるジンスハイム健康センターがある。

### 教育
ジンスハイムは伝統的に周辺地域の学園都市でもあった。3つのギムナジウム（ヴィルヘルミ・ギムナジウム、フリードリヒ・ヘッカー・シューレ（技術ギムナジウム）、マックス・ヴェーバー・シューレ（経済ギムナジウム））、クライヒガウ実業学校、カール・オルフ養護学校、3つの基礎課程・本課程学校がある。また市区部にもいくつかの基礎課程・本課程学校がある。
ライン＝ネッカー郡の職業教育センターにはマック・ヴェーバー・シューレ附属の商業経営学校、フリードリヒ・ヘッカー・シューレの営業学学校および家政学専門のアルベルト・シュヴァイツァー・シューレが含まれる。ライン＝ネッカー郡は、精神障害者のためのシュタインスベルク・シューレも運営している。
また、旧ベネディクト修道会の施設を利用して2つの私学校がある。ズンニスハイム青少年の家財団の職業訓練校とミヒャエルスベルクの教育学の私立学校である。

## 人物

### 出身者
- ハンス・ゼイファー（1460年頃 - 1509年）石像および木像彫刻家。
- フランツ・ジーゲル（1824年 - 1902年）ドイツ自由主義運動家、後にアメリカの南北戦争で北軍の将軍となる。
- アウグスト・カロルス（1893年 - 1972年）物理学者。
- エミール・ルップ（1898年 - 1979年）物理学者。
- ヴィルヘルム・バウアー（1924年 - ）郷土史家。
- フォルカー・カウダー（1949年 - ）政治家。ドイツキリスト教民主同盟の事務総長

### ゆかりの人物
- ラインハルト・ヴォルフ（1589年 - 1637年）ジンスハイムの教区監督官、牧師。
- カール・ヴィルヘルミ（1786年 - 1857年）ジンスハイムの牧師、南ドイツ古代史研究会の創設者。
- カール・ヴォーンホイザー（1868年 - 1947年）プロテスタント神学者、一時期ジンスハイムの牧師を務めた。
- ゲルハルト・ヴァイザー（1931年 - 2003年）バーデン＝ヴュルテンベルク州の元農業大臣。ジンスハイムで亡くなった。
- ヴェルナー・フィッシャー（1939年 - ）カールスルーエ専門大学元総長。ヴィルヘルミ・ギムナジウムでアビトゥーアを取得した。
- ディートマー・ホップ（1940年 - ）SAP AGの創設者の一人。ジンスハイムのホッフェンハイムで育ち、ヴィルヘルミ・ギムナジウムで学んだ。
- ヴォルフガング・ヴェルシュ（1944年 - ）政治学者、ジャーナリストで東西ドイツ分裂時代は東ドイツからの亡命者を保護していた。ジンスハイム在住
- トミー・シュラー（1964年 - ）クラブビングマンとして音楽活動。ジンスハイムでディスコを形成している。
- アクセル・ショック（1965年 - ）作家、ジャーナリスト。ヴィルヘルミ・ギムナジウムでアビトゥーアを取得した。一時期 Rhein-Neckar-Zeitungのジンスハイム編集部に勤務していた。

## 引用
1. ↑  Statistisches Landesamt Baden-Württemberg – Bevölkerung nach Nationalität und Geschlecht am 31. Dezember 2023 (CSV-Datei)
2. ↑  Max Mangold, ed (2005). Duden, Aussprachewörterbuch (6 ed.). Dudenverl. p. 728. ISBN 978-3-411-04066-7
3. ↑  “Bevölkerungsstatistik der Stadt Sinsheim” (PDF). 2021年6月6日閲覧。
4. ↑  http://www.swr.de/nachrichten/bw/mannheim/-/id=1582/1y69y47/index.html